# NGC 5431
NGC 5431 est une galaxie spirale barrée située dans la constellation du Bouvier. Sa vitesse par rapport au fond diffus cosmologique est de 6 258 ± 19 km/s, ce qui correspond à une distance de Hubble de 92,3 ± 6,5 Mpc (∼301 millions d'al). NGC 5431 a été découverte par l'astronome allemand Wilhelm Tempel en 1883.

## Identification de NGC 5431
Les bases de données NASA/IPAC et Simbad ainsi que plusieurs autres sources identifient NGC 5431 à la galaxie PGC 54006, un doublon de PGC 50032. Selon le professeur Seligman, il s'agit d'une erreur. Tempel a observé NGC 5423 ainsi que l'objet qui est devenu NGC 5431 la même nuit et puisque la galaxie observée par celui-ci est à seulement 1,6 minute d'arc au nord-est de NGC 5423, il est inconcevable qu'il ait observé cette galaxie à plus de 7 minutes d'arc au nord-est de NGC 5423. Selon Seligman, il ne fait aucun doute que l'identification de PGC 50046 à NGC 5431 est une erreur.